# Wilga (rzeka w województwie mazowieckim)
Wilga – rzeka płynąca głównie w województwie mazowieckim, mająca źródła w województwie lubelskim. Prawy dopływ Wisły. Płynie przez Wysoczyznę Żelechowską, Równinę Garwolińską do Doliny Środkowej Wisły.
Wypływa na wysokości 172 m n.p.m. w odległości 13 km na północny wschód od Żelechowa, na pd. od wsi Kasyldów w powiecie łukowskim. Tam, w dość szerokiej dolinie, bifurkuje z Małą Bystrzycą, rzeką płynącą inaczej niż Wilga, na wschód. Przepływa przez Wolę Mysłowską, Miastków Kościelny, Garwolin, natomiast ujście znajduje się w miejscowości Wilga.
Rzeka jest w dużej mierze nieuregulowana, ma wiele meandrów. Wilga była bardzo zanieczyszczona, jednak działania podjęte po roku 1980 doprowadziły do znacznego polepszenia jakości wody. Zaobserwowano znaczne zmniejszenie się zawartości metali ciężkich w osadach rzecznych. Od kilkunastu lat w rzece żyją bobry i pojawiają się przelotnie na żerowiska żurawie.

## Historia
Jeszcze dwieście lat temu rzeka nazywała się Wilka lub Wilcza. Słownik geograficzny Królestwa Polskiego z 1893 roku podaje także nazwę Garwolka. Jej odnoga do młyna w Garwolinie nazywała się Garwólka, a odnoga we wsi Rębków, na której stały dwa młyny nazywana była Wielka Wilcza. Większy z młynów stał w miejscu zwanym Pogorzel lub Pogorzil – dziś Rębków Borki.
W czasach królewskich, a także podczas rozbiorów na rzece działało kilkanaście młynów wodnych, z których większość dotrwała do 1944 roku. Na skutek działania władz komunistycznych do lat 70. XX wieku nie ostał się żaden z nich. Młyny były w Żelechowie, Wilczyskach, Zwoli (własność rodzin Zeidenworen i Nirenberg), Miastkowie Kościelnym i Starym, Oziemkówce, obok Kamionki (młyn Czarna), w Łętowie, Głoskowie, Leszczynach, Garwolinie, Rębkowie, Stoczku (działający do grudnia 1987), obok Trzcianki (młyn Zyganowka, dziś Cyganówka). Największy zalew miał ten ostatni. Najwięcej kół, bo cztery – młyn królewski w Rębkowie.
Ujście Wilgi zostało uregulowane w latach 1940–1942 na skutek decyzji niemieckich władz Generalnego Gubernatorstwa. Roboty ziemne w ramach prac melioracyjnych wykonali Żydzi z getta warszawskiego i okolicznych miejscowości.